# Палмови прилепи
Палмовите прилепи (Eidolon) са род бозайници от семейство Плодоядни прилепи (Pteropodidae).
Таксонът е описан за пръв път от Константен Самюел Рафинеск през 1815 година.

## Видове
- Eidolon dupreanum – Мадагаскарски прилеп
- Eidolon helvum – Сламеножълт плодояден пещерен прилеп